# Токмашка
 Токмашка  — деревня в Елабужском районе Татарстана. Входит в состав Мурзихинского сельского поселения.

## География
Находится в северной части Татарстана на расстоянии приблизительно 24 км на запад по прямой от районного центра города Елабуга у речки Вонюшка.

## История
Известна с 1680 года. Упоминалась еще как деревня по речке Воне, Сухие Врашки тож.

## Население
Постоянных жителей было в 1859 году — 299, в 1887—380, в 1905—370, в 1920—381, в 1926—283, в 1938—369, в 1949—250, в 1958—205, в 1970—154, в 1979 — 92, в 1989 — 52. Постоянное население составляло 47 человек (русские 92 %) в 2002 году, 41 в 2010.